# La Roulotte d'amour
Pour plus de détails, voir Fiche technique et Distribution.
La Roulotte d'amour (Love Nest on Wheels) est un court métrage américain de Charles Lamont et Buster Keaton, réalisé en 1937.
Elmer, fils ainé d'une famille de pèquenauds qui gère un hôtel, essaye de réunir des fonds pour empêcher la vente de l'hôtel (Internet Movie Data Base). Le film s'inspire largement du propre film de Keaton, Fatty groom (1918).
C'est une des seules fois où Buster Keaton apparaît à l'écran avec sa famille avec laquelle il se produisait en vaudeville.

## Distribution
- Buster Keaton : Elmer
- Myra Keaton : mère d'Elmer
- Al St. John : oncle Jed
- Lynton Brent
- Diana Lewis : la mariée
- Bud Jamison
- Louise Keaton : la sœur d'Elmer
- Harry Keaton : le frère d'Elmer
- Payne B. Johnson : (non crédité)

## Fiche technique
- Producteur : E. H. Allen
- Langue : anglais